# Bohusz Massalski
Bohusz Massalski (zm. między 1541 a 1544) – kniaź, założyciel linii wołkowyskiej rodziny Massalskich.
Był synem kniazia Aleksandra (Olechna) Massalskiego. W 1506 roku był zobowiązany do dostarczenia 8 koni na ekspedycję wojenną. Około 1520 roku otrzymał od króla Zygmunta I Starego puste ziemie zwane Rymyzdowszczyzną, Rudewszczyzną i Narwotiszkami w powiecie trockim.
Pochowano go w monastyrze supraślskim.
Żoną Bohusza była nieznanego pochodzenia Owdotia. Pozostawił synów Piotra, Piotra Weryhę, Ilię, Michała, Konrada i Tymofieja oraz córki Hannę i Marynę. Ze względu na różnicę wieku między Maryną a pozostałym rodzeństwem przypuszcza się, że młodsza córka Bohusza pochodziła z drugiego, bliżej nieznanego małżeństwa.